# KAS Eupen
El Königliche Allgemeine Sportvereinigung Eupen es un club de fútbol belga de la ciudad de Eupen, en la provincia de Lieja. Está afiliado a la Real Asociación de fútbol con el número de matrícula 4276 y sus colores son el blanco y negro, por eso son apodados «Los Pandas». Hasta la fecha es el único club habla alemana que ha disputado la Primera División de Bélgica. Actualmente compite en la Challenger Pro League, segunda división del fútbol belga.

## Historia

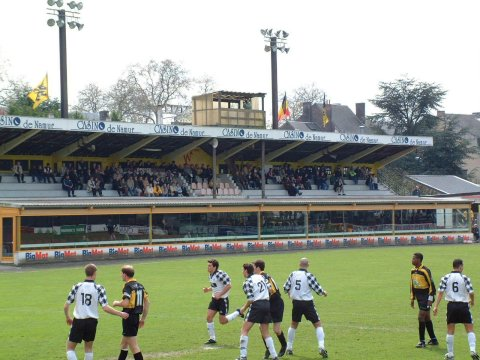
Stade Michel Soulier, 2001, UR Namur(camiseta amarilla) contra KAS Eupen (camiseta a cuadros).

En 1908 se fundan los clubes Football Club Fortuna Eupen 1908 y Eupener Ballspielverein 1908 en Eupen, que en aquellos años pertenecía a Alemania. Se fusionan en 1919 para crear el Verein Für Jugend und Volkspiele eV Eupen. Cuando Eupen pasa a formar parte de Bélgica tras el Tratado de Versalles, el club se une a la Real Asociación Belga el 12 de agosto de 1920, con el nombre de La Jeunesse d'Eupen. Uno meses después, el 26 de octubre, un club llamado Football Club Eupen 1920 se adhiere a la RBFA. Cuando en 1926 se implementan los números matrícula en los clubes, La Jeunesse Eupen recibe el n.º 108 y FC Eupen 1920 recibe el n.º 92.
La Jeunesse Eupen asciende por vez primera desde los niveles regionales en 1927, hasta llegar a la Promoción, equivalente a Tercera División. El club siguió jugando en esa categoría hasta finales de los años 30.
Ambos clubes se fusionan el 9 de julio de 1945 para crear el Alliance Sportive Eupen. En esa época, los números antiguos de matrícula desaparecían cuando se producía una fusión. Las matrículas 92 y 108 desaparecieron, y el nuevo club recibió la nueva matrícula n.º 4276. El nuevo club empezó a competir en los niveles provinciales, pero ascendió a la Promoción por primera vez en 1951. Eupen sólo aguantó una temporada en Promoción. Durante los años 50 el club estuvo compitiendo entre Promoción y los niveles provinciales.
AS Eupen disfrutó de una buena época al final de los años 60. En 1968 terminaron, con los mismos puntos que Witgoor Sport Dessel, primeros de la Promoción. Se disputó un partido de desempate en el Stade Waremmien para decidir el campeón y ascendido. Dessel ganó 2-1 en la prórroga y Eupen terminó en segundo lugar. En la campaña 1968-69 consiguieron ser campeones, al año siguiente repitieron proeza en Tercera División. El club jugaría en Segunda División por primera vez en su historia en 1970. En 1974 jugaron el play-off de ascenso, pero terminaron últimos. La siguiente temporada fue más complicada, Eupen acabó en puesto de descenso y volvió a Tercera. Al año siguiente, Eupen fue campeón y volvió a Segunda División, para descender un año después a Tercera. En los años 80 y 90 estuvo compitiendo en Tercera y Cuarta División. En 1981 se germaniza el nombre del club a Allgemeine Sportvereinigung Eupen. Para el 50 aniversario del club en 1995, recibe el título de 'Real': Königliche Allgemeine Sportvereinigung Eupen (KAS Eupen).
Eupen vuelve a ascender a Segunda División en 2002. En su primera temporada tras su retorno, juega el play-off de ascenso, pero no asciende.
Eupen se mantuvo en Segunda durante siete años, hasta que vovieron a jugar una play-off de ascenso en la campaña 2009/10. El equipo blanquinegro resultó ser la sorpresa de la eliminatoria. Tras la victoria contra el RAEC Mons, el 23 de mayo de 2010, el club ascendía a Primera por primera vez en su historia.
Al principio de la temporada en Segunda, en Eupen nadie había pensado en caso de un hipotético ascenso a la élite. El estadio tenía apenas una capacidad de 6,000 espectadores y debería ser remodelado para cumplir las regulaciones de la RBFA. Se debía cumplir una capacidad mínima de 8,000 espectadores (de los cuales 5,000 sentados). Se instaló calefacción en el césped y se mejoró la iluminación que requería las emisiones de TV. Los primeros diez partidos de la temporada, Eupen disputó sus partidos como local en el campo del Sint-Truidense VV, hasta que se adaptó el estadio. El club tuvo una difícil primera campaña en la élite, acabando la liga regular en 15º lugar y jugando el play-off de descenso. Acabó último el la liguilla contra los mejores de Segunda, sin marcar un gol, lo que le valió el descenso.
Desde junio de 2012 el club es propiedad de la fundación catarí Aspire Zone, que también posee a la Cultural Leonesa. Aspire Zone intenta utilizar el club como plataforma de lanzamiento dentro del fútbol europeo para su academia de graduados de África, Sudamérica y Asia.
En la campaña 2013-14, Eupen compitió por el título hasta la última jornada. Sin embargo, perdieron el partido decisivo por 1-0 en KVC Westerlo. Dos años más tarde, Eupen quedó segundo tras White Star Bruselas. El conjunto bruselense tras litigar con el BAS (Belgian Court of Arbitration for Sport) no consiguió la licencia para jugar en Primera, con lo que Eupen fue ascendido.
En la temporada 2016/2017 llegó a semifinales de la Copa Belga y se mantuvo en Primera división por primera vez en su historia. Desde entonces se mantuvo en la élite del fútbol belga hasta su descenso en la temporada 2023-24.

## Temporada a temporada
| Temporada | División | División | División | División | División | División | Denominación                           | Puntos                                 | Observaciones |
|           | I        | I        | II       | III      | P.I      | P.II     |                                        |                                        | |
| --------- | -------- | -------- | -------- | -------- | -------- | -------- | -------------------------------------- | -------------------------------------- | --- |
| 1950/51   |          |          |          |          |          |          | Primera Prov. Lieja                    |                                        | |
| 1951/52   |          |          |          | 16       |          |          | Tercera D                              | 18                                     | descenso a Provincial (2 niveles menos) por reforma liguera y último puesto                                          |
|           | I        | I        | II       | III      | IV       | P.I      | desde 1952/53 hay 4 niveles nacionales | desde 1952/53 hay 4 niveles nacionales | desde 1952/53 hay 4 niveles nacionales                                                                               |
| 1952/53   |          |          |          |          |          |          | Primera Prov. Lieja                    |                                        | |
| 1953/54   |          |          |          |          |          |          | Primera Prov. Lieja                    |                                        | |
| 1954/55   |          |          |          |          |          |          | Primera Prov. Lieja                    |                                        | |
| 1955/56   |          |          |          |          |          |          | Primera Prov. Lieja                    |                                        | |
| 1956/57   |          |          |          |          | 13       |          | Cuarta A                               | 24                                     | |
| 1957/58   |          |          |          |          | 14       |          | Cuarta C                               | 25                                     | |
| 1958/59   |          |          |          |          |          |          | Primera Prov. Lieja                    |                                        | |
| 1959/60   |          |          |          |          |          |          | Primera Prov. Lieja                    |                                        | |
| 1960/61   |          |          |          |          |          |          | Primera Prov. Lieja                    |                                        | |
| 1961/62   |          |          |          |          | 5        |          | Cuarta C                               | 33                                     | |
| 1962/63   |          |          |          |          | 5        |          | Cuarta C                               | 36                                     | |
| 1963/64   |          |          |          |          | 6        |          | Cuarta C                               | 30                                     | |
| 1964/65   |          |          |          |          | 9        |          | Cuarta A                               | 28                                     | |
| 1965/66   |          |          |          |          | 6        |          | Cuarta B                               | 36                                     | |
| 1966/67   |          |          |          |          | 8        |          | Cuarta A                               | 31                                     | |
| 1967/68   |          |          |          |          | 2        |          | Cuarta D                               | 42                                     | mismos puntos que Witgoor Sport Dessel, pero derrota por 2-1 en el partido de prueba                                 |
| 1968/69   |          |          |          |          | 1        |          | Cuarta D                               | 52                                     | |
| 1969/70   |          |          |          | 1        |          |          | Tercera B                              | 40                                     | |
| 1970/71   |          |          | 12       |          |          |          | Segunda                                | 23                                     | |
| 1971/72   |          |          | 10       |          |          |          | Segunda                                | 28                                     | |
| 1972/73   |          |          | 13       |          |          |          | Segunda                                | 25                                     | |
| 1973/74   |          |          | 4        |          |          |          | Segunda                                | 34                                     | cuarto en la ronda final con Lierse SK, KFC Winterslag y Sint-Truidense VV                                           |
| 1974/75   |          |          | 14       |          |          |          | Segunda                                | 23                                     | |
| 1975/76   |          |          |          | 1        |          |          | Tercera B                              | 43                                     | |
| 1976/77   |          |          | 16       |          |          |          | Segunda                                | 15                                     | |
| 1977/78   |          |          |          | 9        |          |          | Tercera A                              | 30                                     | |
| 1978/79   |          |          |          | 14       |          |          | Tercera B                              | 25                                     | |
| 1979/80   |          |          |          | 14       |          |          | Tercera B                              | 25                                     | |
| 1980/81   |          |          |          | 16       |          |          | Tercera B                              | 11                                     | |
| 1981/82   |          |          |          |          | 7        |          | Cuarta D                               | 30                                     | |
| 1982/83   |          |          |          |          | 4        |          | Cuarta C                               | 38                                     | |
| 1983/84   |          |          |          |          | 1        |          | Cuarta C                               | 41                                     | |
| 1984/85   |          |          |          | 10       |          |          | Tercera B                              | 28                                     | |
| 1985/86   |          |          |          | 14       |          |          | Tercera B                              | 23                                     | |
| 1986/87   |          |          |          | 13       |          |          | Tercera B                              | 26                                     | |
| 1987/88   |          |          |          | 15       |          |          | Tercera B                              | 19                                     | |
| 1988/89   |          |          |          |          | 11       |          | Cuarta C                               | 29                                     | |
| 1989/90   |          |          |          |          | 12       |          | Cuarta C                               | 27                                     | |
| 1990/91   |          |          |          |          | 12       |          | Cuarta D                               | 27                                     | |
| 1991/92   |          |          |          |          | 12       |          | Cuarta C                               | 26                                     | |
| 1992/93   |          |          |          |          | 3        |          | Cuarta D                               | 41                                     | |
| 1993/94   |          |          |          |          | 5        |          | Cuarta C                               | 36                                     | derrota en la ronda final contra Excelsior Virton                                                                    |
| 1994/95   |          |          |          |          | 2        |          | Cuarta D                               | 42                                     | victoria en la ronda final contra KFC Strombeek, KFC Eendracht Zele y KFC Avenir Lembeek                             |
| 1995/96   |          |          |          | 13       |          |          | Tercera B                              | 35                                     | |
| 1996/97   |          |          |          | 11       |          |          | Tercera B                              | 36                                     | |
| 1997/98   |          |          |          | 10       |          |          | Tercera B                              | 43                                     | |
| 1998/99   |          |          |          | 3        |          |          | Tercera B                              | 55                                     | derrota en la ronda final del FC Eendracht Hekelgem, después de una victoria contra UR Namur                         |
| 1999/00   |          |          |          | 12       |          |          | Tercera B                              | 34                                     | |
| 2000/01   |          |          |          | 5        |          |          | Tercera B                              | 51                                     | |
| 2001/02   |          |          |          | 1        |          |          | Tercera B                              | 66                                     | |
| 2002/03   |          |          | 2        |          |          |          | Segunda                                | 64                                     | cuarto lugar en la ronda final con K. Heusden-Zolder, SV Zulte-Waregem y FC Denderleeuw EH                           |
| 2003/04   |          |          | 14       |          |          |          | Segunda                                | 37                                     | |
| 2004/05   |          |          | 13       |          |          |          | Segunda                                | 41                                     | |
| 2005/06   |          |          | 8        |          |          |          | Segunda                                | 44                                     | |
| 2006/07   |          |          | 7        |          |          |          | Segunda                                | 48                                     | |
| 2007/08   |          |          | 13       |          |          |          | Segunda                                | 45                                     | |
| 2008/09   |          |          | 14       |          |          |          | Segunda                                | 43                                     | |
| 2009/10   |          |          | 4        |          |          |          | Segunda                                | 60                                     | ascenso tras ganar la ronda final con KSV Roeselare, RAEC Mons y KVSK United                                         |
| 2010/11   | 15       | 15       |          |          |          |          | Primera                                | 23                                     | victoria en los play-downs contra el Sporting Charleroi; último lugar en la ronda final con equipos de Segunda       |
| 2011/12   |          |          | 3        |          |          |          | Segunda                                | 68                                     | segundo lugar en la ronda final tras Waasland-Beveren                                                                |
| 2012/13   |          |          | 9        |          |          |          | Segunda                                | 46                                     | |
| 2013/14   |          |          | 2        |          |          |          | Segunda                                | 74                                     | segundo lugar en la ronda final con Royal Mouscron-Péruwelz, Sint-Truidense VV y OH Leuven                           |
| 2014/15   |          |          | 3        |          |          |          | Segunda                                | 67                                     | segundo lugar en la ronda final con OH Leuven, Lierse SK y Lommel United                                             |
| 2015/16   |          |          | 2        |          |          |          | Segunda                                | 62                                     | ascenso porque el campeón White Star Bruxelles no obtiene licencia                                                   |
|           | 1A       | 1B       | 1Am      | 2Am      | 3Am      | P.I      |                                        |                                        | desde 2016-17 hay 3 niveles nacionales y 2 regionales                                                                |
| 2016/17   | 13       |          |          |          |          |          | Primera                                | 30                                     | |
| 2017/18   | 15       |          |          |          |          |          | Primera                                | 27                                     | |
| 2018/19   | 12       |          |          |          |          |          | Primera                                | 32                                     | |
| 2019/20   | 13       |          |          |          |          |          | Primera                                | 30                                     | la competencia terminó después de 29 jornadas debido a la crisis del Covid-19; estaba en el puesto 13º con 30 puntos |
| 2020/21   | 12       |          |          |          |          |          | Primera                                | 43                                     | |
| 2021/22   | 15       |          |          |          |          |          | Primera                                | 32                                     | |
| 2022/23   | 15       |          |          |          |          |          | Primera                                | 28                                     | |
| 2023/24   | 16       |          |          |          |          |          | Primera                                | 28                                     | último en el play-off de descenso                                                                                    |
| 2024/25   |          | 10       |          |          |          |          | Segunda                                | 30                                     | |